# Edwige Fenech
Pour les articles homonymes, voir Fenech.
Edwige Fenech, née le 24 décembre 1948 à Bône en Algérie française (aujourd'hui Annaba en Algérie), est une actrice, animatrice de télévision et productrice française naturalisée italienne, surtout connue pour avoir joué de la fin des années 1960 au début des années 1980 dans de nombreux films des genres du giallo et de la comédie érotique italienne.

## Biographie

### La jeunesse en Algérie française, en Tunisie et en France
Elle est née à Annaba (alors appelée Bône), dans ce qui était alors l'Algérie française,, le 24 décembre 1948, d'un père maltais et d'une mère italienne originaire d'Acate, dans la province de Raguse, dont elle deviendra plus tard citoyenne d'honneur,. À l'âge de neuf ans, elle entre dans le corps de ballet de Bône. Durant la guerre d'Algérie, sa famille s'installe en Tunisie. Après le divorce de ses parents, elle déménage avec sa mère à Nice, en France, où elle fréquente le lycée et étudie la danse et la médecine. Elle y est remarquée alors qu'elle se promène dans la rue et obtient un petit rôle dans le film Toutes folles de lui (1967) réalisé par Norbert Carbonnaux et dialogué par Michel Audiard.

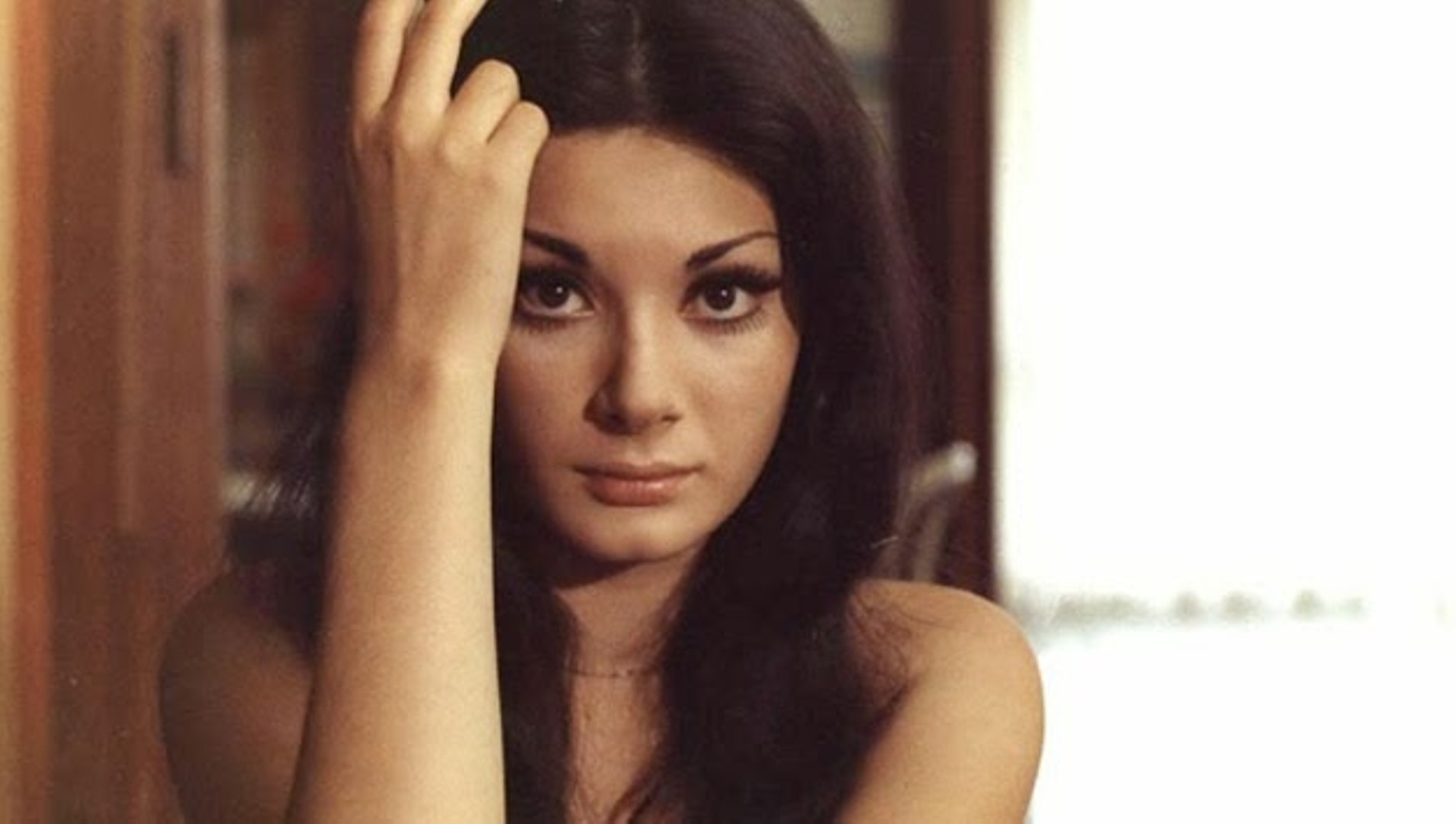
Edwige Fenech dans L'Étrange Vice de madame Wardh (1971).

En 1967, elle participe au concours de beauté Lady France, qui a lieu en mai pendant le Festival de Cannes et qu'elle remporte, obtenant ainsi le droit de participer à Lady Europe en tant que représentante de son pays ; l'événement a lieu en août et Fenech arrive troisième, derrière la gagnante Dolores Agusta et l'Espagnole Rocío Jurado. Bien qu'elle n'ait pas gagné, elle a été remarquée par un découvreur de talents qui lui propose de tourner en Italie le film Samoa, fille sauvage (1968), réalisé par Guido Malatesta, en tant qu'actrice principale ; elle s'est ensuite installée en Italie avec sa mère à l'âge de dix-huit ans.

### Arrivée en Italie, détour par l'Allemagne, spécialisation dans le giallo
Après ce film et le suivant, Le Fils de l'Aigle noir (1968), également réalisé par Guido Malatesta, elle travaille quelque temps en Allemagne notamment avec Franz Antel dans les comédies érotiques Oui à l'amour, non à la guerre (1968) puis L'Auberge des plaisirs (1969), puis revient en Italie pour tourner deux films avec le duo de comédiens Franco et Ciccio, L'Année de la contestation et Satiricosissimo (1970) dans lequel elle joue l'impératrice Poppée, une parodie érotique réalisée par Mariano Laurenti du film de Fellini Satyricon. Entre la fin des années 1960 et le début des années 1970, elle joue dans des films du genre giallo en vogue ces années-là. Elle participe d'abord au film L'Île de l'épouvante (1970) de Mario Bava avant d'entamer une association durable avec le réalisateur Sergio Martino, en commençant par sa « trilogie du vice » qui font d'elle une icône du giallo : L'Étrange Vice de madame Wardh (1971), Toutes les couleurs du vice (1972) et Ton vice est une chambre close dont moi seul ai la clé (1972).

### La comédie érotique italienne

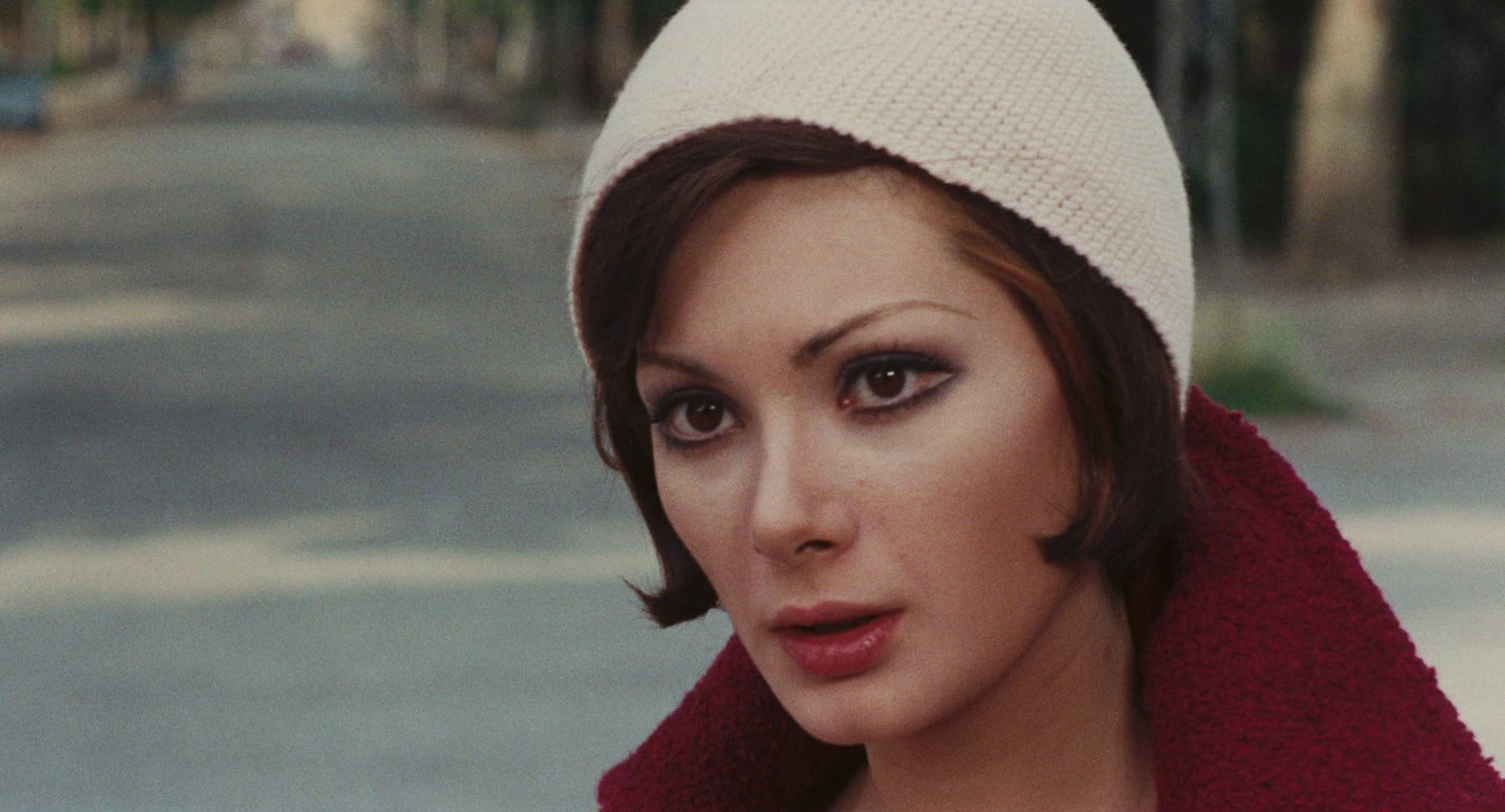
Edwige Fenech dans Ton vice est une chambre close dont moi seul ai la clé (1972).

La consécration survient en 1972 lorsqu'elle joue dans le decamerotico de Mariano Laurenti, Fais vite, monseigneur revient !, un film qui devient culte avec les années, comme plus tard Mademoiselle cuisses longues. Dès lors, pendant une dizaine d'années, elle est la tête d'affiche de la comédie érotique italienne, avec tous ses sous-genre : école, militaire, hôpital, poliziottesco. Les premiers films d'Edwige Fenech dans ce dernier genre sont Sexycon (1976) de Sergio Martino, avec Tomás Milián, et La Flic chez les poulets (1976) avec Mario Carotenuto et Alvaro Vitali, dans lequel elle joue une policière provocante. Elle continuera dans cette série La Flic avec La Flic à la police des mœurs (1979) jusqu'au dernier film de la série en 1981, Reste avec nous, on s'tire. En 1976, elle apparaît dans le film à succès On a demandé la main de ma sœur, réalisé par Lucio Fulci. La même année, elle est la tête d'affiche de La Toubib du régiment de Nando Cicero, un film qui aura également plusieurs suites dont La toubib se recycle (1977) de Michele Massimo Tarantini.
Outre les comédies érotiques, l'actrice apparaît également dans quelques films à suspense et d'épouvante dans les années 1970 : outre la « trilogie du vice » de Sergio Martino, elle joue dans Les Rendez-vous de Satan (1972) de Giuliano Carnimeo et Nue pour l'assassin (1975) d'Andrea Bianchi. Elle participe également au film de guerre La Grande Bataille (1978) d'Umberto Lenzi et au film fantastique Dottor Jekyll e gentile signora (1979) de Steno.

### L'essor de la télévision
Son succès auprès du public masculin, qui l'a propulsée comme une véritable icône de l'érotisme, doit beaucoup à la mise en scène séductrice de son corps, que les réalisateurs n'hésitent pas à exploiter dans chaque film. Elle pose nue à plusieurs reprises pour l'édition italienne du magazine Playboy. Une fois la saison cinématographique terminée, dans les années 80, avec la naissance des premières chaînes privées, elle participe aux émissions Ric e Gian folies (it), diffusées en 1983 sur Italia 1, Bene, bravi, bis (it) (1984, avec Franco et Ciccio), également diffusée sur Italia 1 et lauréate du Telegatto, et à l'édition 1985 de Risatissima (it), une émission de variétés du samedi soir diffusée sur Canale 5 et également lauréate du Telegatto, avec Lino Banfi et Paolo Villaggio.

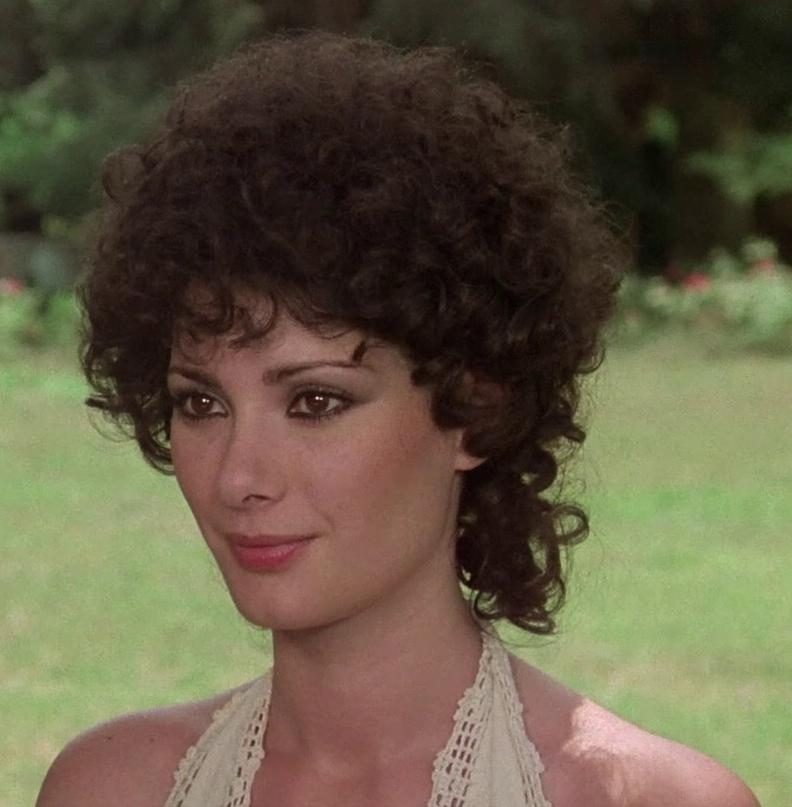
Edwige Fenech dans Un vice de famille (1975).

Elle fait ses débuts au théâtre en 1985 avec la tragédie D'amore si muore de Giuseppe Patroni Griffi, avec Massimo Wertmüller, Fabrizio Bentivoglio et Monica Scattini. Elle a ensuite animé les émissions Sotto le stelle (it) (1986), Immagina (it) (1987-88), Carnevale (it) (1988), Palcoscenico Italia (1988), Sulla cresta dell'onda (it) (1989), Un tesoro di capodanno sur Rai 1, mais sa percée à la télévision a eu lieu avec l'édition 1989-90 de Domenica in, sous la direction de Gianni Boncompagni. Elle présente le Festival de Sanremo en 1991, avec Andrea Occhipinti, et elle anime ensuite Singoli (1997), toujours sur Rai 1.
Dans les années 1990, elle commence à travailler à plein temps dans la production télévisuelle et cinématographique par le biais de sa société Immagine e cinema. La première œuvre qu'elle a produite est le feuilleton Il coraggio di Anna (it) de Giorgio Capitani, en 1992. Parmi les films qu'elle a produits figure un des derniers films de Lina Wertmüller intitulé Ferdinando e Carolina (1999), mais aussi À ma sœur ! (2001) de Catherine Breillat, Fragile (2005) de Jaume Balagueró ou Le Metteur en scène de mariages (2006) de Marco Bellocchio. En 2007, elle revient devant la caméra, contactée par le réalisateur américain Quentin Tarantino, pour une apparition dans Hostel, chapitre II d'Eli Roth. Ce dernier revendique en outre sa « vénération » pour la vedette italienne. Tarantino la considère également comme une « muse » et il avait fait un clin d'œil à l'actrice dans Inglourious Basterds, le personnage joué par Mike Myers étant appelé « Ed Fenech » en son hommage. En 2012, elle a joué le rôle de Catherine II de Russie dans le téléfilm La figlia del capitano (it), dont elle est également productrice. De 2015 à 2018, elle a joué dans la série È arrivata la felicità (it), diffusé sur Rai 1, avec Claudio Santamaria et Claudia Pandolfi, dont elle était également productrice.

## Vie privée
Elle a d'abord été liée pendant environ onze ans au réalisateur et producteur Luciano Martino, puis pendant dix-huit ans à l'industriel Luca di Montezemolo.
Elle a un fils nommé Edwin Fenech, né en 1971, dont la paternité a fait l'objet de rumeurs de scandale. Dans un premier temps, Fenech a attribué la paternité de l'enfant à l'acteur Fabio Testi, avec qui elle a entretenu une relation amoureuse pendant trois ans, déclarant à l'hebdomadaire Eva Express que l'enfant était le fruit de son désir personnel et qu'il était né lorsque sa relation avec Testi était usée. Par la suite, elle a démenti à plusieurs reprises cette paternité, sans toutefois révéler l'identité du père.

## Filmographie

### Actrice de cinéma

#### Années 1960
- 1967 : Toutes folles de lui de Norbert Carbonnaux : Gina
- 1968 : Samoa, fille sauvage (Saoma regina della giungla) de Guido Malatesta : Samoa
- 1968 : Le Fils de l'Aigle noir (Il figlio di Aquila Nera) de Guido Malatesta : Nastacia
- 1968 : Oui à l'amour, non à la guerre (Frau Wirtin hat auch einen Grafen) de Franz Antel : Céline
- 1969 : L'Auberge des plaisirs (Frau Wirtin hat auch eine Nichte) de Franz Antel : Rosalie Bobinet
- 1969 : La Dernière Balle à pile ou face (Testa o croce) de Piero Pierotti : Manuela
- 1969 : Les Vierges folichonnes (Komm, liebe Maid und mache) de Giuseppe Zaccariello : Felicitas
- 1969 : L'Année de la contestation (Don Franco e don Ciccio nell'anno della contestazione) de Marino Girolami : Anna Bellinzoni
- 1969 : Top Sensation d'Ottavio Alessi : Ulla
- 1969 : L'Ingénue perverse (Madame und ihre Nichte) d'Eberhard Schröder : Yvette
- 1969 : Der Mann mit dem goldenen Pinsel (de) de Franz Marischka : Hong-Kong
- 1969 : Les petites chattes sont toutes gourmandes (Alle Kätzchen naschen gern) de Giuseppe Zaccariello : Blande
- 1969 : Les Folles Nuits de la Bovary (Die nackte Bovary) de Hans Schott-Schöbinger : Emma Bovary

#### Années 1970

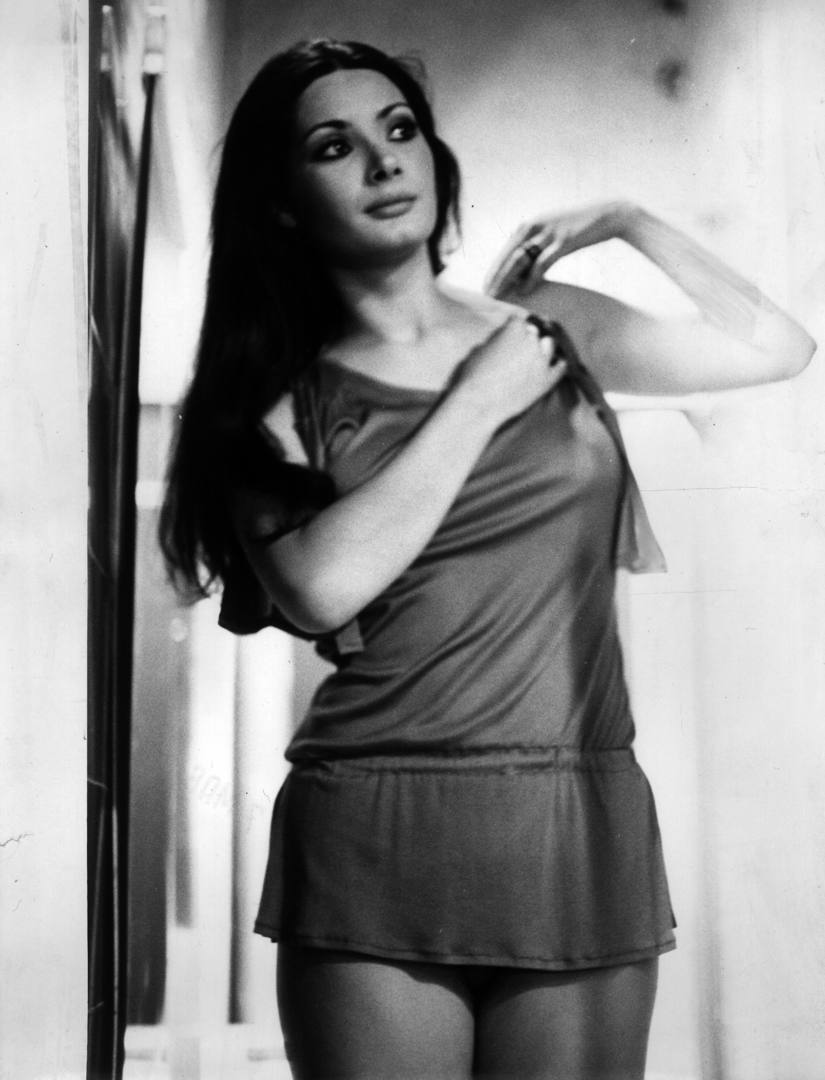
Edwige Fenech dans La signora gioca bene a scopa? (1974).

- 1970 : Satiricosissimo de Mariano Laurenti : Poppea
- 1970 : Le Mans, chemin pour l'enfer (Le Mans - Scorciatoia per l'inferno) d'Osvaldo Civirani : Cora
- 1970 : L'Île de l'épouvante (5 bambole per la luna d'agosto) de Mario Bava : Marie Chaney
- 1971 : Le Désert de feu (Deserto di fuoco) de Renzo Merusi : Juana
- 1971 : L'Étrange Vice de madame Wardh (Lo strano vizio della signora Wardh) de Sergio Martino : Julie Wardh
- 1971 : La Vie sexuelle de Don Juan (Le calde notti di Don Giovanni) d'Alfonso Brescia : Aisca
- 1972 : Toutes les couleurs du vice (Tutti i colori del buio) de Sergio Martino : Jane Harrison
- 1972 : Ton vice est une chambre close dont moi seul ai la clé (Il tuo vizio è una stanza chiusa e solo io ne ho la chiave)  de Sergio Martino : Floriana
- 1972 : Les Rendez-vous de Satan (Perché quelle strane gocce di sangue sul corpo di Jennifer?) de Giuliano Carnimeo : Jennifer Lansbury
- 1972 : Quando le donne si chiamavano madonne d'Aldo Grimaldi : Giulia
- 1972 : La Belle Antonia, d'abord ange puis démon (La bella Antonia, prima monica e poi dimonia) de Mariano Laurenti : Antonia
- 1972 : Fais vite, monseigneur revient ! (Quel gran pezzo dell'Ubalda tutta nuda e tutta calda) de Mariano Laurenti : Ubalda
- 1973 : Mademoiselle cuisses longues (Giovannona coscialunga, disonorata con onore) de Sergio Martino : Giovannona Coscialunga
- 1973 : L'Homme aux nerfs d'acier (Dio ! sei un padreterno) de Michele Lupo : Orchidea
- 1973 : Fuori uno sotto un altro, arriva il Passatore de Giuliano Carnimeo : Mora
- 1973 : L'Emprise des sens (Anna, quel particolare piacere) de Giuliano Carnimeo : Anna Lovisi
- 1974 : La vedova inconsolabile ringrazia quanti la consolarono (it) de Mariano Laurenti : Catarina Prevosti
- 1974 : La signora gioca bene a scopa? de Giuliano Carnimeo : Eva
- 1974 : La Belle et le Puceau (Innocenza e turbamento) de Massimo Dallamano : Carmela Paterno
- 1975 : Un vice de famille (Il vizio di famiglia) de Mariano Laurenti : Suzie
- 1975 : Marche pas sur ma virginité (La moglie vergine) de Marino Girolami : Valentina
- 1975 : La prof donne des leçons particulières (L'insegnante) de Nando Cicero : Giovanna Pagaus
- 1975 : Ah ! mon petit puceau ! (Grazie... nonna) de Marino Girolami : Marianna Persiquetti
- 1975 : Nue pour l'assassin (Nude per l'assassino) d'Andrea Bianchi : Magda Cortis
- 1976 : Qui chauffe le lit de ma femme ? (Cattivi pensieri) d'Ugo Tognazzi : Francesca Marani
- 1976 : La Toubib du régiment (La dottoressa del distretto militare) de Nando Cicero : Dr Elena Dogliozzi
- 1976 : La Flic chez les poulets (La poliziotta fa carriera) de Michele Massimo Tarantini : Gianna Amicucci
- 1976 : Sexycon (40 gradi all'ombra del lenzuolo) de Sergio Martino : Emilia Chiapponi
- 1976 : On a demandé la main de ma sœur (La pretora) de Lucio Fulci : juge Viola Orlando / Rosa Orlando
- 1977 : Lâche-moi les jarretelles (La vergine, il toro e il capricorno) (VF : Monique Thierry) de Luciano Martino : Gioa Ferretti
- 1977 : La toubib se recycle (Taxi Girl) (VF : Monique Thierry) de Michele Massimo Tarantini : Marcella
- 1977 : La Toubib aux grandes manœuvres (it) (La soldatessa alla visita militare) de Nando Cicero : Eva Marini
- 1978 : La Grande Bataille (Il grande attacco) d'Umberto Lenzi : Danielle
- 1978 : La Prof et les Cancres (L'insegnante va in collegio) de Mariano Laurenti
- 1978 : La prof connaît la musique (L'insegnante viene a casa) de Michele Massimo Tarantini : Luisa
- 1978 : La toubib prend du galon (it) (La soldatessa alle grandi manovre) de Nando Cicero : Dr. Eva Marini
- 1979 : Week-end à l'italienne (Sabato, domenica e venerdì) de Sergio Martino : Tokimoto
- 1979 : La patata bollente de Steno : Maria
- 1979 : Dottor Jekyll e gentile signora de Steno : Barbara Wimply
- 1979 : Mes amours (Amori miei) de Steno : Deborah
- 1979 : La Flic à la police des mœurs (La poliziotta della squadra del buon costume) de Michele Massimo Tarantini : Gianna D'Amico

#### Années 1980
- 1980 : Sucre, Miel et Piment (Zucchero, miele e peperoncino) de Sergio Martino : Amalia
- 1980 : Je suis photogénique (Sono fotogenico) de Dino Risi : Cinzia Pancaldi
- 1980 : Le Larron (Il ladrone) de Pasquale Festa Campanile : Deborah
- 1980 : Les Zizis baladeurs (La moglie in vacanza... l'amante in città) de Sergio Martino : Giulia
- 1980 : Moi et Catherine (Io e Caterina) d' Alberto Sordi : Elisabetta
- 1981 : Il ficcanaso de Bruno Corbucci : Susanna Luisetti
- 1981 : Croissants à la crème (Cornetti alla crema) de Sergio Martino : Mariana Tribalzi
- 1981 : Asso de Franco Castellano et Giuseppe Moccia : Silvia
- 1981 : Tais-toi quand tu parles de Philippe Clair : Belle / Beatrix
- 1981 : Reste avec nous, on s'tire (La poliziotta a New York)  de Michele Massimo Tarantini : Gianna Amicucci
- 1982 : Un pari de dingues (Sballato, gasato, completamente fuso) de Steno : Patrizia Reda
- 1982 : Ricchi, ricchissimi... praticamente in mutande de Sergio Martino : Francesca
- 1982 : Il paramedico (it) de Sergio Nasca : Nina
- 1984 : Vacanze in America (it) de Carlo Vanzina : Signora De Romanis
- 1988 : Le Tueur de la pleine lune (Un delitto poco comune) de Ruggero Deodato : Hélène Martell

#### Depuis 2000
- 2000 : Il fratello minore (it) de Stefano Gigli : la femme du directeur de télévision
- 2007 : Hostel, chapitre II (Hostel: Part II) d'Eli Roth : la professeure d'art
- 2023 : La quattordicesima domenica del tempo ordinario de Pupi Avati : Sandra Rubin

### Actrice de télévision
- 1987 : Nel gorgo del peccato (it) (téléfilm) d'Andrea et Antonio Frazzi : Silvana Serpieri
- 1992 : Il coraggio di Anna (it) de Giorgio Capitani (téléfilm) : Anna Carizzi
- 1993 : Delitti privati (it) (téléfilm) : Nicole Venturi
- 1996 : Donna (série TV) : Paola
- 2012 : La figlia del capitano (it) (téléfilm) : Catherine II de Russie
- 2015 : È arrivata la felicità (it) (série TV) : Anna Mieli

### Productrice de cinéma
- 1999 : Ferdinando e Carolina de Lina Wertmüller
- 2000 : Il fratello minore (it) de Stefano Gigli
- 2001 : À ma sœur ! de Catherine Breillat
- 2003 : 11:14 de Greg Marcks
- 2004 : Le Marchand de Venise (William Shakespeare's, The Merchant of Venice) de Michael Radford
- 2005 : Fragile (Frágiles) de Jaume Balagueró
- 2006 : Le Metteur en scène de mariages (Il regista di matrimoni) de Marco Bellocchio
- 2010 : Un tigre parmi les singes (Gorbaciof) de Stefano Incerti

### Productrice de télévision
- Il coraggio di Anna (it) de Giorgio Capitani - téléfilm (Canale 5, 1992)
- Delitti privati (it) - téléfilm (Rai 1, 1993)
- Il segno della scimmia, regia di Faliero Rosati - téléfilm (1997)
- Le madri (Rai 1, 1999)
- Commesse (Rai 1, 1999)
- Aleph (Rai 2,  2000)
- L'attentatuni - Il grande attentato (Rai 2, 2001)
- Le ragioni del cuore (Rai 1, 2002)
- Commesse 2 (Rai 1, 2002)
- La notte di Pasquino de Luigi Magni (Canale 5, 2003)
- Part time (Rai 2, 2004)
- Vite a perdere (Rai 2, 2004)
- La omicidi (Rai 1, 2004)
- Angela (Rai 1, 2005)
- Matilde (Rai 1, 2005)
- Lucia (Rai 1, 2005)
- La stella dei re (Rai 1, 2007)
- Per una notte d'amore (Rai 1, 2008)
- Un amore di strega (Canale 5, 2009)
- Le segretarie del sesto (Rai 1, 2009)
- Una sera d'ottobre (Rai 1, 2009)
- La figlia del capitano (Rai 1, 2012)
- È arrivata la felicità (Rai 1, 2015-2018)

## Comédienne de théâtre
- 1985 : D'amore si muore, de Giuseppe Patroni Griffi, mis en scène par Aldo Terlizzi

## Animatrice de télévision
- Ric e Gian folies (Italia 1, 1983)
- Bene, bravi, bis (Italia 1, 1984)
- Azzurro (Italia 1, 1984)
- Risatissima (Canale 5, 1985)
- Sotto le stelle (Rai 1, 1986)
- Immagina (Rai 1, 1987-1988)
- Carnevale (Rai 1, 1988)
- Palcoscenico Italia (Rai 1, 1988)
- Sulla cresta dell'onda (Rai 1, 1989)
- Domenica in (Rai 1, 1989-1990)
- Un tesoro di capodanno (Rai, 1990-1991)
- Festival di Sanremo (Rai 1, 1991)
- Singoli (Rai 1, 1997)
- Buona la prima! (Italia 1,  2008)